# 주오촌
주오촌(十王村)은 야마가타현 니시오키타마군에 설치되었던 촌이다. 현재의 시라타카정에 해당한다.

## 역사
- 1889년 4월 1일 - 정촌제 시행에 의해 주오촌이 성립하였다.
- 1954년 10월 1일 - 아라토정, 구와촌, 아유카이촌, 시라타카촌, 히가시네촌과 합병해 시라타카정이 되어 소멸하였다.

## 참고문헌
- 『市町村名変遷辞典』東京堂出版、1990年。